# Chiritopsis
Chiritopsis es un género con diez especies de plantas  perteneciente a la familia Gesneriaceae.

## Descripción
Son plantas perennes en rosetas herbáceas con rizoma. Hojas con largo peciolo, lámina elíptica, romboide-ovada, romboide o suborbicular, simple o bipinnada, ambas superficies puberulas. Las inflorescencias en cimas pedunculadas. Corola de color amarillo pálido o blanco, tubular, bilabiada. El fruto es una cápsula ovoide, dehiscente.

## Taxonomía
El género fue descrito por Wen Tsai Wang y publicado en Bulletin of Botanical Research 1(3): 21–22. 1981.
Etimología
Chiritopsis: nombre genérico compuesto por el género Chirita y el sufijo griego  -όψις, -opsis = "similar a".

## Especies
- Chiritopsis bipinnatifida W.T.Wang
- Chiritopsis confertiflora W.T.Wang
- Chiritopsis cordifolia D.Fang & W.T.Wang
- Chiritopsis glandulosa D.Fang, L.Zeng & D.H.Qin
- Chiritopsis lingchuanensis Yan Liu & Y.G.Wei
- Chiritopsis lobulata W.T.Wang
- Chiritopsis mollifolia D.Fang & W.T.Wang
- Chiritopsis repanda W.T.Wang
- Chiritopsis subulata W.T.Wang
- Chiritopsis xiuningensis X.L.Liu & X.H.Guo